# Ashley Graham (modelo)
Ashley Graham (Lincoln, Nebraska, 30 de octubre de 1987) es una modelo estadounidense. Ha protagonizado la portada de revistas de moda como Vogue, Harper's Bazaar, Glamour o Elle, y ha formado parte de varias campañas de Levi. También ha aparecido en The Tonight Show with Jay Leno, Entertainment Tonight y CBS News, y fue entrevistada por NPR sobre el modelaje de talla grande.

## Primeros años
Graham nació y creció en Lincoln, Nebraska. Ella tiene dos hermanas menores. Asistió a la Scott Middle School de 1999 a 2002 y asistió a la Lincoln Southwest High School de 2002 a 2005 Fue descubierta en el año 2000 por la agencia I & I mientras compraba en Oak View Mall en Omaha, Nebraska.

## Carrera

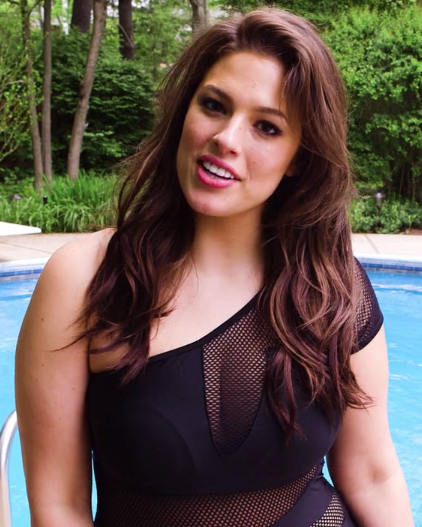
Ashley Graham en 2017.

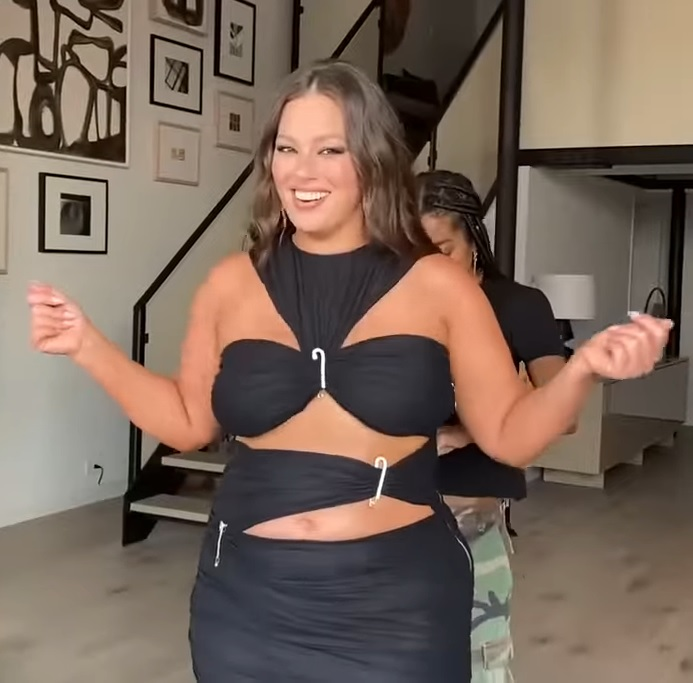
Ashley Graham en 2022.

En 2001, Graham firmó un contrato con Wilhelmina Models, después de asistir a una convención de modelos. En 2003, firmó un contrato con Ford Models. Durante su carrera temprana, Graham apareció en la revista YM. En abril de 2007, fue perfilada por Sally Singer de la revista Vogue y luego apareció en la edición editorial de octubre de 2009 de Glamour, «These Bodies are Beautiful at Every Size», junto con modelos de talla grande; incluyendo a Kate Dillon Levin, Amy Lemons, Lizzie Miller, Crystal Renn, Jennie Runk y Anansa Sims. En 2010, Graham apareció en un polémico comercial de Lane Bryant. El comercial recibió más de 800,000 visitas en YouTube y fue cubierto por medios de noticias como The Huffington Post y New York Post. El 31 de mayo de 2010, apareció en The Tonight Show with Jay Leno, para abordar la controversia.
En diciembre de 2010, Graham también apareció en un editorial para la revista Bust. Graham apareció en varias campañas de Levi, especialmente «Curve ID SS 2011» con Sabina Karlsson, Ana Lisboa, Marquita Pring y McKenzie Raley, y «Boyfriend Collection F/W 10» con Rachel Clark, Ana Lisboa, Anais Mali, Marquita Pring y Ashley Smith. Graham ha aparecido en varias campañas de Marina Rinaldi: Spring/Summer 2012, Fall/Winter 2012 mezclilla, y Fall/Winter 2012 deporte. Los otros clientes incluyen Addition Elle, Bloomingdale's, Elomi lingerie, Evans, Hanes, Liz Claiborne Macy's, Nordstrom, Simply Be y Target. En diciembre de 2012, Graham apareció en dos de los vallas publicitarias en Nueva York para Lane Bryant. Al final de ese año, Graham fue nombrada la Modelo del Año de la Semana de la Moda.
En 2013, Graham diseñó una línea de lencería para Addition Elle, una tienda minorista de ropa canadiense de talla grande. Graham también apareció en Made de MTV,  como entrenadora de una aspirante a modelo de talla grande. Graham apareció en el número de mayo de 2014 para la colección de colecciones pre-otoño y belleza editorial internacional de Harper's Bazaar. Graham fue el modelo de portada en la edición de junio de 2014 de Elle Quebec. En 2015, Swimsuitsforall, una tienda de talla grande para trajes de baño para mujeres, presentó a Graham en un anuncio en el número anual de traje de baño de Sports Illustrated. El anuncio formaba parte de la campaña #CurvesInBikinis de swimsuitsforall en la que Graham fue uno de los primeros modelos de talla grande en aparecer en las páginas de Sports Illustrated Swimsuit Issue. En 2016, se convirtió en la primera modelo de talla grande en aparecer en la portada de Sports Illustrated Swimsuit Issue. También apareció en el video musical de DNCE, «Toothbrush».
En 2016, Graham sirvió como presentadora entre bastidores para Miss USA 2016, Miss Universo 2016, Miss USA 2017 y Miss Universo 2017. Además, es juez oficial del reality show America's Next Top Model transmitido por VH1.
En 2017, Graham lanzó un libro, A New Model: What Confidence, Beauty, and Power Really Look Like.  En esta memoria, ella proporciona una idea de sus experiencias como modelo y como defensora de la positividad corporal. Graham también comparte, en su libro, sus perspectivas para la evolución de la imagen corporal en los años venideros.
Desde febrero de 2018, es embajadora de la marca de cosméticos Revlon.

## Caridad y servicio a la comunidad

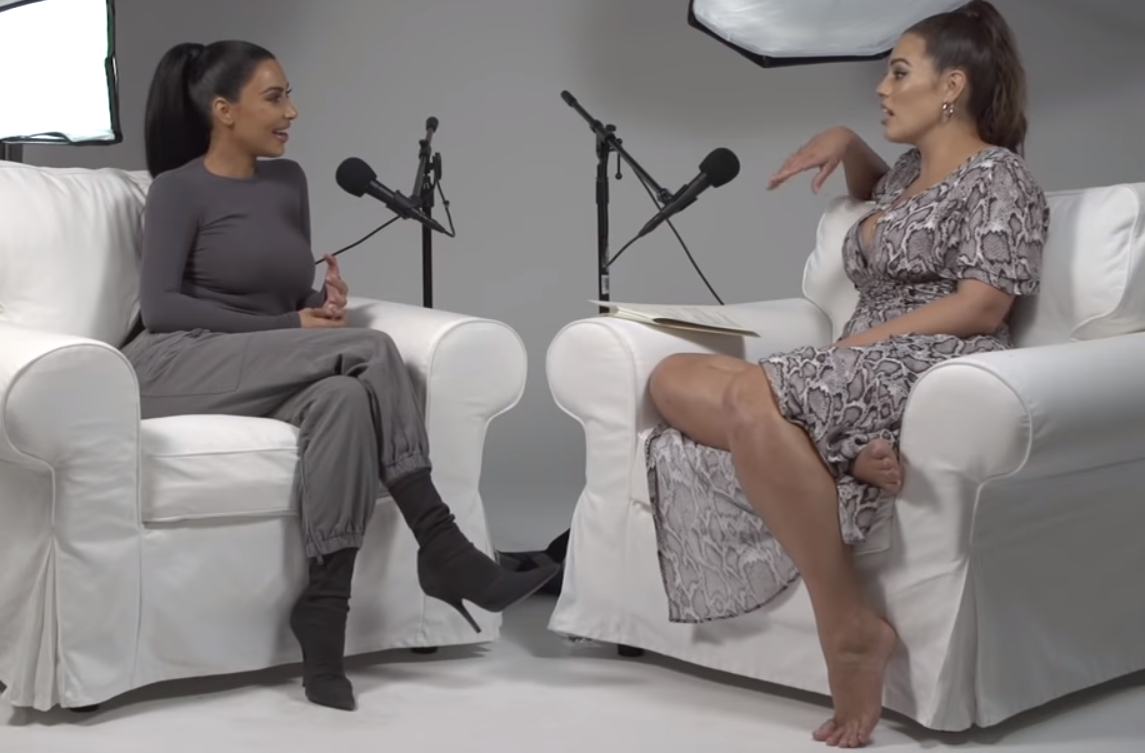
Ashley Graham con Kim Kardashian en 2018.

Graham ha hablado en las escuelas secundarias sobre la imagen corporal y la aceptación del cuerpo. Ella ha participado en misiones humanitarias en Sudáfrica con Themba Foundation. Graham es una defensora del movimiento «Health at Every Size». Graham pronunció un TED Talk abogando por la autoaceptación con respecto a las imágenes del cuerpo. También explica por qué nadie debe referirse a ella (y a otros) como modelos "Plus-Size", ya que los separa de otros modelos. Ella es defensora de una imagen segura de sí misma. Sobre esta actitud positiva para el cuerpo se puede encontrar más información en Click! The Ongoing Feminist Revolution de «Clio Visualizing History».

## Vida personal
Graham conoció a su esposo, Justin Ervin, un camarógrafo, en la iglesia en 2009. La pareja se casó en 2010. En agosto de 2019 confirmó su primer embarazo. Su primer hijo, un varón llamado Isaac Menelik Giovanni, nació el 18 de enero de 2020. En julio de 2021 confirmó que estaba embarazada por segunda vez. El 7 de enero de 2022 nacieron sus hijos gemelos, Malachi y Roman.